# Воронівка (футбольний клуб)
ФК «Воронівка» — аматорський футбольний клуб з села Воронівки Вознесенського району Миколаївської області. Виступав у кубку ААФУ 2008, 2009 років.

## Досягнення
- Чемпіон Миколаївської області — 2007.
- Володар Кубку Миколаївської області — 2007, 2008[1].

## Відомі футболісти
- Олександр Мизенко